# Mittwänden
Mittwänden (mundartlich: Mitwendə) ist ein Gemeindeteil der Marktgemeinde Oberstdorf im bayerisch-schwäbischen Landkreis Oberallgäu.

## Geographie
Die Einöde liegt circa vier Kilometer westlich des Hauptorts Oberstdorf am Zusammenfluss von Starzlach und Breitach. Südlich der Ortschaft befindet sich die Breitachklamm.

## Ortsname
Der Ortsname setzt sich aus den frühneuhochdeutschen Wörtern wand für Wand sowie wit für Wald zusammen und bedeutet (Siedlung), die durch einen Wald begrenzt wird. Auch die Deutung mitten in den Wänden könnte möglich sein.

## Geschichte
Mittwänden wurde erstmals urkundlich im Jahr 1664 als Flurname Weitwänden erwähnt. Die Siedlung entstand nach 1808. 1875 wurden zwei Gebäude mit sechs Einwohnern in Mittwänden gezählt.